# 吉村隆宏
吉村 隆宏（よしむら たかひろ、1980年6月24日 - ）は、富山県高岡市出身のプロバスケットボール選手。

## 来歴
9歳の時にバスケットボールを始める。南星中学校を卒業後、高岡第一高校に進学。

その後、大東文化大学を経て、富山グラウジーズに入団。
グラウジーズのbjリーグ参入後は下部のアマチュアチーム「GROUSES.NET」に所属。
2008年、アーリーチャレンジを経てトップチームとプロ契約。
2009年、キャプテンに就任。
bjリーグ 2010-11シーズン終了後に退団。